# Izquierda Demócrata Cristiana
Izquierda Demócrata Cristiana fue un partido político español de ideología democristiana, fundado por Fernando Álvarez de Miranda en 1976 y de breve existencia durante la Transición española. 

## Historia
Surgió producto de una escisión del ala moderada o «autónoma» de Izquierda Democrática, durante el Congreso de esta colectividad en El Escorial el 4 de abril de 1976. Los seguidores del vicepresidente de ID, Álvarez de Miranda, rechazaron la incorporación del partido que dirigía Joaquín Ruiz-Giménez a la Coordinación Democrática, pues ello significaba colaborar con comunistas y socialistas.
Entre sus fundadores se encontraban, aparte de Álvarez de Miranda, José Gallo, Óscar Alzaga, Iñigo Cavero, Juan Antonio Ortega y Díaz-Ambrona, Luis Vega Escandón, Bernardo Cabrera y José Luis Alonso Almodóvar.
El 8 de octubre de 1976 participó junto a otros partidos democristianos –como Afirmación Social Española de José Rodríguez Soler y el Grupo Democristiano Independiente de Emilio Carrascal– en la formación del Partido Popular Demócrata Cristiano.